# Sironidae
Sironidae – rodzina pajęczaków z rzędu kosarzy i podrzędu Cyphophthalmi zawierająca około 50 opisanych gatunków.

## Budowa ciała
Sironidae to drobne kosarze o długości ciała od 1 do 2,5 mm oraz krótkich nogach. Ubarwienie ciała jest różnorodne: żółte, pomarańczowe, czerwone lub czarne.

## Występowanie
Kosarze te są rozprzestrzenione po terenie dawnej Laurazji i występują w Europie oraz na zachodnim wybrzeżu Ameryki Północnej. Wyjątkiem jest rodzaj Suzukielus zamieszkujący Japonię.

## Systematyka
Rodzina liczy około 50 opisanych gatunków w tym 1 kopalny. W Polsce występuje jeden gatunek (oznaczony pogrubieniem) wpisany do Polskiej Czerwonej Księgi Zwierząt.
- Rodzaj: Cyphophthalmus(inne języki)
  - Cyphophthalmus beschkovi (Mitov, 1994)
  - Cyphophthalmus bithynicus (Gruber, 1969)
  - Cyphophthalmus conocephalus Karaman, 2009
  - Cyphophthalmus corfuanus (Kratochvíl, 1938)
  - Cyphophthalmus duricorius Joseph, 1868
    - Cyphophthalmus duricorius bolei (Hadzi, 1973)

  - Cyphophthalmus eratoae Juberthie, 1968
  - Cyphophthalmus ere Karaman, 2007
  - Cyphophthalmus gjorgjevici (Hadzi, 1933)
  - Cyphophthalmus gordani Karaman, 2009
  - Cyphophthalmus hlavaci Karaman, 2009
  - Cyphophthalmus klisurae (Hadzi, 1973)
  - Cyphophthalmus kratochvili Karaman, 2009
  - Cyphophthalmus markoi Karaman, 2007
  - Cyphophthalmus minutus Kratochvíl, 1937
  - Cyphophthalmus montenegrinus Hadzi, 1973
  - Cyphophthalmus neretvanus Karaman, 2009
  - Cyphophthalmus noctiphilus Kratochvíl, 1940
  - Cyphophthalmus nonveilleri Karaman, 2008
  - Cyphophthalmus ognjenovici Karaman, 2009
  - Cyphophthalmus ohridanus Hadzi, 1973
  - Cyphophthalmus paradoxus Kratochvíl, 1958
  - Cyphophthalmus paragamiani Karaman, 2009
  - Cyphophthalmus rumijae Karaman, 2009
  - Cyphophthalmus serbicus Hadzi, 1973
  - Cyphophthalmus silhavyi Kratochvíl, 1937
  - Cyphophthalmus teyrovskyi Kratochvíl, 1937
  - Cyphophthalmus thracicus Karaman, 2009
  - Cyphophthalmus trebinjanus Karaman, 2009
  - Cyphophthalmus yalovensis (Gruber, 1969)
  - Cyphophthalmus zetae Karaman, 2009

- Rodzaj: Iberosiro(inne języki)
  - Iberosiro distylos de Bivort, 2004

- Rodzaj: Odontosiro Juberthie, 1961
  - Odontosiro lusitanicus Juberthie, 1961

- Rodzaj: Paramiopsalis Juberthie, 1962
  - Paramiopsalis eduardoi Murienne & Giribet, 2009
  - Paramiopsalis ramulosus Juberthie, 1962

- Rodzaj: Parasiro(inne języki) Hansen & Sørensen, 1904
  - Parasiro coiffaiti Juberthie, 1956
  - Parasiro corsicus (Simon, 1872)
  - Parasiro minor Juberthie, 1958

- Rodzaj: Siro(inne języki) Latreille, 1796
  - Siro acaroides (Ewing, 1923)
  - Siro boyerae Giribet & Shear, 2010
  - Siro calaveras Giribet & Shear, 2010
  - Siro carpathicus Rafalski, 1956
  - Siro clousi Giribet & Shear, 2010
  - Siro crassus Novak & Giribet, 2006
  - Siro exilis Hoffman, 1963
  - Siro kamiakensis (Newell, 1943)
  - † Siro platypedibus Dunlop & Giribet, 2004
  - Siro rubens Latreille, 1804
  - Siro shasta Giribet & Shear, 2010
  - Siro sonoma Shear, 1980
  - Siro valleorum Chemini, 1990

- Rodzaj: Suzukielus Juberthie, 1970
  - Suzukielus sauteri (Roewer, 1916)